# Great Falls (Montana)
 For alternative betydninger, se Great Falls (flertydig). (Se også artikler, som begynder med Great Falls)
Great Falls er en by ved Missourifloden i Montana, USA. Byen er administrativt centrum for det amerikanske county Cascade County i det centrale Montana på den østlige side af Rocky Mountains. Interstate Highway 15 samt U.S. Highway 89 og 87 mødes i byen.

## Byens navn
Byens navn skyldes en række vandfald over en strækning på 29 kilometer på Missourifloden, som Lewis og Clark ekspeditionen måtte slæbe deres både og udrustning forbi med 31 dages hårdt arbejde under deres udforskning af noget at det område, der kom til at tilhøre USA efter Louisiana-købet i 1803. Oprindeligt var der fem vandfald, Black Eagle Falls, Rainbow Falls, Crooked Falls, Great Falls og Colter Falls, men nu er kun fire tilbage, idet Colter Falls er blevet opslugt af en sø der er opstået bag en dæmning bygget ved Rainbow Falls (Rainbow Dam). The Great Falls er og var med sine 26 meter det højeste af vandfaldene.
To strækninger af den rute, som ekspeditionen slæbte både og udrustning af, er i dag markeret, og kan findes inden for det, der kaldes Great Falls Portage National Historic Landmark.

## Historie
Byen blev grundlagt i 1883 af Paris Gibson, der var entreprenør og politiker, og "jernbanekongen", James J. Hill. Byen var fra starten planlagt som en kraftværksby, hvor man ville udnytte vandkraften fra faldene på Missourifloden. I 1889 påbegyndte man bygningen af Black Eagle dæmningen, og allerede året efter kunne dæmningen forsyne byen med elektricitet.
Den stabile energiforsyning betød at byen hurtigt udviklede sig til et industricentrum og i begyndelsen af det 20. århundrede var byen undervejs til at udvikle sig til én af Montanas største byer. Byen var blandt andet berømt for de vandfald, der havde givet den navn, og også kunstmaleren Charles M. Russel var med at til gøre byen kendt. I 1908 byggede Anaconda Copper Mining Company, hvad der da var "verdens højeste skorsten". Skorstenen på smelteværket, var 155 meter høj og var i sig selv en attraktion.
I 1940 åbnede U.S. Air Force en base nær byen, hvilket fik den til yderligere at blomstre, men i slutningen af det 20. århundrede, gik det tilbage for hele området, folk forlod landbrugsområderne omkring byen, og da mineselskabet nedlagde smelteriet, og militæret skar ned på aktiviteterne, gik byens udvikling mere elle mindre i stå og befolkningstallet stagnerede.

## Befolkning
Ved folketællingen i 2010 var der 58.505 indbyggere i byen, som ligger 1.015 m over havets overflade. 88,5 % af indbyggerne er hvide, 5 % er oprindelige amerikanere, mens hispanics udgør 3,4 %. Resten tilhører andre racer. Befolkningen i byen er forholdsvis ung. Kun knap 16,6 % er 65 år eller derover, mens 34 % er under 25.

## Klima
Juli er typisk den varmeste måned, med gennemsnitstemperaturer omkring 27 grader C. Januar er den koldeste måned med en gennemsnitstemperatur på omkring -10 grader. Den højeste temperatur, der er målt er 41,1 grad i august og den koldeste er -41,6 grader i december. Den højeste temperatur, der er mål i januar er til gengæld over 20 grader, mens den koldeste temperatur, der er mål i juli er 2,2 grader, så temperaturen kan svinge meget i området fra år til år.
Den gennemsnitlig årlige nedbørsmængde er omkring 380 mm. Mindst nedbør falder typisk i februar med en gennemsnitlig nedbørsmængde på 13 mm og mest falder i maj med 65 mm.

## Andet
Byen er hjemsted for et universitet, University of Great Falls, og i byen ligger såvel verdens største kolde ferskvandskilde, Giant Springs, der "producerer" mere end 600.000 tons 12 grader varmt vand om dagen. Lige i nærheden af kilden ligger Roe River, der tidligere i følge Guinness Rekordbog, er verdens korteste flod. På sit længste sted er floden 61 meter lang. I dag findes kategorien, "Korteste flod" ikke længere i rekordbogen. Floderne Sun River og Missouri River mødes i Great Falls.

### UFO'er
I 1950 rapporterede lederen af "Great Falls Electrics " minor-league baseball" hold, at han og hans sekretær havde observeret to skinnende sølvkugler, der bevægede sig hurtigt over byens tomme baseball stadion. Lederen, Nicholas Mariana, tog en 16 mm film af de flyvende objekter, og dette regnes for den første filmoptagelse af Ufo'er og bliver anset som den første større Ufo hændelse i USA.

### Militæret
I 1940'erne blev der anlagt en luftbase uden for byen. Senere blev Malmstrom Airforce Base hjemsted for 341st Space Wing, der opererer og kontrollerer Interkontinentale Ballistiske Missiler og missiladvarsels- og bekæmpelsessystemer (MAF). Minuteman II og III missilerne er spredt over det største missilkompleks på den Vestlige Halvkugle. Området dækker et område i Montana på 59.570 km², eller ca. 1,4 gange så stort som Danmark.
Byens lufthavn er også hjemsted for Montana Air National Guards 120. jagereskadrille og dens F16 fly.

## Eksterne referencer
- Great Falls Officielle hjemmeside Arkiveret 30. april 2007 hos  Wayback Machine
- Om Giant Springs Arkiveret 2. februar 2008 hos  Wayback Machine
- Officiel hjemmeside for Malmstrom Airforce Base Arkiveret 21. januar 2008 hos  Wayback Machine

47°30′13″N 111°17′11″V / 47.5036°N 111.2864°V